# Ásbjörn Eyvindsson
Ásbjörn Eyvindsson (n. 946) fue un vikingo y bóndi de Borg Í Viðidalur, Vestur-Húnavatnssýsla en Islandia. Es uno de los personajes principales de la saga de Finnboga ramma, como padre del protagonista Finnbogi sterki Ásbjörnsson (n. 972). Era hijo de Eyvindur Loðinsson (n. 900). También aparece como personaje de la saga Ljósvetninga, y la saga Vatnsdœla.